# Aneilema hirtum
Aneilema hirtum là một loài thực vật có hoa trong họ Commelinaceae. Loài này được A.Rich. mô tả khoa học đầu tiên năm 1850.